# 小溪洞杜鹃
小溪洞杜鹃（学名：Rhododendron xiaoxidongense），为杜鹃花科杜鹃花属下的一个植物种。